# Licania persaudii
Licania persaudii är en tvåhjärtbladig växtart som beskrevs av Fanshawe och Bassett Maguire. Licania persaudii ingår i släktet Licania och familjen Chrysobalanaceae. Inga underarter finns listade i Catalogue of Life.